# Santo Trafficante Sr.
Santo Trafficante Sr. (ur. 28 maja 1886, zm. 11 sierpnia 1954) – włosko-amerykański gangster, wieloletni boss rodziny mafijnej z Florydy.

## Życiorys
Urodził się na Sycylii, a w wieku 18 lat przybył do Tampy na Florydzie, gdzie mieszkał już do końca swego życia. Tampa przez wiele lat uchodziła za niemal prywatną własność klanu Trafficante. Był uczestnikiem Konferencji w Atlantic City.
W latach 20. XX w. był już znanym gangsterem lokalnej rodziny mafijnej. Władzę dzielił z Ignacio Antinorim, który uważany był za konserwatystę szukającego sprzymierzeńców wśród innych mafiosów z „prowincjonalnych” miast, takich jak Kansas City i St. Louis. Santo z kolei dostrzegał zmiany, jakie zachodziły w amerykańskim świecie przestępczym na przełomie lat 20. i 30. (tj. Wojna Castellammarese i nowo tworzony Narodowy Syndykat). To w tym okresie nawiązał kontakty z jednym z największych gangsterów tamtych czasów Luckym Luciano.
Santo stopniowo zyskiwał duże wpływy i władzę. Bossem rodziny został – najprawdopodobniej – jeszcze przed śmiercią Antionoriego (zamordowany w 1940 r.). Zaangażował się w przemyt narkotyków z Francji (kanały przerzutowe z Korsyki i Marsylii) w ramach French Connection, a także dochodowy interes hazardowy. Na tym polu musiał konkurować z innym gangsterem z zachodniej Florydy, Charlesem Wallem. Ostatecznie – po trzech nieudanych zamachach na życie – Wall zgodził się na współpracę z Santo. Zawarli ze sobą porozumienie, a w ramach zabezpieczenia Wall przygotował w tajemnicy specjalny dokument (na wzór polisy ubezpieczeniowej) opisujący współpracę z Trafficante.
Następną przeszkodą na przestępczej drodze Trafficante był Meyer Lansky. Santo marzył o rozbudowie swojego imperium hazardowego na Kubie. W tym celu wysłał do Hawany swojego syna Santo juniora (uczestniczył w obradach Konferencji Hawańskiej) z poleceniem rozkręcenia interesu. Obaj wiedzieli o wpływach Lansky’ego, który niechętnie widział konkurentów na swoim terenie. Dodatkowo Meyer miał doskonałe relacje z dyktatorem kubańskim Fulgencio Batistą.
Santo senior otrzymał swoją część kubańskiego rynku hazardowego. Meyer dla utrzymania poprawnych stosunków z innymi rodzinami mafijnymi przeznaczył część swojego imperium do podziału między nimi. Dla Santo było to jednoznaczne z tym, że jego plany przejęcia całkowitej kontroli nad całym kubańskim terytorium są niemożliwe do zrealizowania.
Umarł w 1954 roku, a jego następcą został syn Santo Trafficante junior – był to jeden z nielicznych przypadków sukcesji na stanowisku bossa rodziny przestępczej.
Kilka miesięcy po śmierci Santo sr., Wall został znaleziony martwy w swoim domu z poderżniętym gardłem. Jego tajny dokument trafił w 1960 roku do policji, ale nie stanowił on żadnego materiału dowodowego. Nikomu nie postawiono żadnego zarzutu.